# Macrocamera erecta
Macrocamera erecta är en mossdjursart som beskrevs av Gordon och Jean-Loup d'Hondt 1997. Macrocamera erecta ingår i släktet Macrocamera och familjen Eminooeciidae. Inga underarter finns listade i Catalogue of Life.